# Đất (phim)
Đất (tiếng Hàn: 토지; RR: Toji; tiếng Anh: Land) là một bộ phim truyền hình Hàn Quốc sản xuất năm 2004 dựa trên tiểu thuyết Toji (토지) của nhà văn Park Kyong-ni. Phim đi theo cuộc đời đầy biến động của Choi Seo-hee kéo dài từ cuộc Cách mạng Nông dân Donghak, thời kỳ thuộc địa Nhật Bản và tới khi giành độc lập của Hàn Quốc vào năm 1945. Cũng như cuốn tiểu thuyết, bộ phim miêu tả những xung đột giữa những cá nhân chìm trong ham muốn, tình yêu và sự thù hận, giận dữ và ghen tuông được che đậy. Các diễn viên chính của bộ phim là Kim Hyun-joo, Yoo Jun-sang. Bộ phim được công chiếu trên đài SBS từ ngày 26 tháng 11 năm 2004, được phát sóng vào thứ Sáu và thứ Bảy vào khung giờ 20:45 - 21:45 (giờ KST) cho đến ngày 22 tháng 5 năm 2005.

## Nội dung
Khi Seo Hee (Kim Hyun-joo) lên 5 tuổi, mẹ của cô bỏ đi với một người hầu, bỏ cô lại với người cha, người chưa bao giờ đối xử tốt với cô. Cú sốc đầu tiên này dường như là chuẩn bị cho sự khó khăn tiếp theo của cô. Sau khi cha cô bị giết, người họ hàng của cô là Joon Goo, đã lợi dụng cô còn nhỏ tuổi để chiếm đoạt mảnh đất mà cô sở hữu một cách hợp pháp. Trong những năm tháng khốn khó này, người bạn có địa vị thấp, Kim Gil-sang (Yoo Jun-sang) đã trở thành chỗ dựa duy nhất của cô. Gil-sang đã giúp Seo Hee chạy trốn khỏi quê hương để thoát khỏi âm mưu của Joon Goo buộc Seo Hee để kết hôn với một người đàn ông tàn tật để điều khiển cô. Sau đó, cô dần dần xây dựng tài sản của mình với tư cách là một thương gia, được thúc đẩy bởi một mong muốn để trả thù Joon Goo và mục tiêu cuối cùng là lấy lại mảnh đất.

## Dàn diễn viên

### Diễn viên chính
- Bae Na-yeon → Shin Se-kyung → Kim Hyun-joo trong vai Choi Seo-hee
- Seo Ji-won → Kim Ji- hoon → Yoo Jun-sang: Kim Gil- sang

### Diễn viên phụ
- Kim Han-bi → Ham Eun- jeong → Lee Jae-eun trong vai Bong-soon / Ki-hwa
- Jeong Se-in → Jeong Chan: Lee Sang-hyun
- Kim Hoon-gi → Hae-jin Hae: Kim Pyeong-san / Kim Doo-su (Kim Geo-bok) (2 vai mỗi người)
- Kim Mi-sook trong vai vợ của Yoon
- Park Ji-il trong vai Choi Chi-soo - Choi Cham-pan;
- Kim Yoo-seok trong vai Kim Hwan / Gucheon
- Lee Min-young: Byeol-dang Missi - Mẹ ruột của Seo-hee.
- Kim Gap-soo trong vai Jo Jun-goo - anh họ của Chi -soo.
- Do Ji-won trong vai vợ của Hong - vợ của Jo Jun-goo
- Joan: Vai ma nữ - người hầu của Choi Cham-pan.
- Park Hye-sook trong vai Bong-soon-mo. Mẹ vợ của Champan Choi
- Kim Young-ok: Bà nội Gannan - người hầu của Choi Cham-pan. Một người biết rằng Kim Hwan là con trai của vợ Yun.
- Baek Seung-woo → Son Chang-joon trong vai Jo Byeong-soo - con trai của Jo Jun-goo. Không giống như cha mình, anh ấy rất ngoan ngoãn.
- Lee Won-jong trong vai Kim Seo Bang - Gae Dung
- Kim Ji-young trong vai Kim Seobang-daek - Gae-dong-mo
- Hwang Bo-ra trong vai Yeon-i - người hầu của Cham-pan Choi
- Park Young-seo trong vai Gae-dong - con trai của Kim Seo -bang và vợ của ông
- Baeminhui: Trạm tháng Ba
- Choi Seong-ho trong vai Sam- su
- Baek Seung-wook: Doli
- Park Sang-won trong vai Lee Yong - Nông dân Pyeongsari
- Kim Yeo- jin trong vai Kang Cheong-daek - nhà của Lee Yong-eun
- Park Ji-young trong vai Im In-ne - vợ thứ hai của Lee Yong-eun. Người vợ ban đầu của Chil-Sung Lee; Tôi và con trai thứ 2, Hongmo Lee
- Kim Hye-sun trong vai Gong Wol- seon - con gái của một pháp sư
- Yang Geum- seok trong vai Haman-daek - vợ của Kim Pyung-san. Kim Doo-soo (Geobok) và Hanbok Mo
- Jeong Jong-jun trong vai Kang Po-su - thợ săn. Cha của Kang Doo-me
- Bae Do-hwan trong vai Chil-seong Lee - một nông dân tham lam
- Lee Won-jae trong vai Kim I-pyung
- Jung Kyung-soon là con gái út - góa phụ của Pyeong-sari
- Park Yong-soo trong vai Kim Young-pal
- Lee Soon-jae trong vai Kim Hoon-jang
- Choi Gyu- hwan trong vai Kim Doo-man - con trai của Duman-ne
- Won Jang- hee → Kwon Jae-hwan trong vai Kim Han-bok, em trai của Kim Doo-su.
- Won Deok- hyeon → Oh Tae-kyung trong vai Choi Yoon-guk
  - Con trai thứ hai của Seo-hee. Sinh viên Tokyo.
- Kim Ye-won → Jang Hee-jin trong vai Lee Yang-hyeon
  - Con gái nuôi của Seo-hee. Con gái của Bong-soon và Sang-hyeon.
- Kim Seung-wook → Kim Seok → Lee Joo-seok trong vai Choi Hwan-guk
  - Con trai cả của Seohee.
- Park Mi-young trong vai Hwang Deok-hee
- Shin Sung-woon trong vai Quản gia Jang Yeon-hak
- Kim So-hyun: Sae-chim-i

### Nhà hoạt động độc lập
- Park Si-eun trong vai Yoo In-sil
- Kim Ji-wan trong vai Jiro Ogada
- Park Jin-hyung trong vai Jeong-seok
- Jung Ha-na trong vai Im Im-myeong-hee
- Lee Chang: Jo Chan-ha
- Kim Il-woo trong vai Jo Yong-ha
- Kim Mi-ra trong vai Noriko, vợ của Cho Chan- ha
- Kim Hee-jun trong vai Im Immyeong-bin

### Yongjeong
- Oh Yoon-Hong trong vai Ok- Ne
- Kwon Soo-hyun trong vai Ok-i
- Lee Jung-gil trong vai Gong No- myeon
- Kim Seon - trẻ tuổi khi làm vợ Bang
- Yeom Hyeon-hee trong vai Gong Song-ae
- Hadasom trong vai Shim Geum-nyeo - tình yêu duy nhất của Kim Doo-soo.
- Go Joo -won trong vai Song Young-gwang, con trai của Baek-jeong
- Ahn Joo-hee trong vai Kang Hye-sook - người yêu cũ của Song Young-kwang
- Oh Seung-yoon → Jung-wook: Lee Hong
  - Con trai của Lee Yong và Im Ine
- Lee Kyung-wha trong vai Heo Bo-yeon - vợ của Lee Hong
- Lee Eon- jeong trong vai Yeom-jang - mối tình đầu của Lee Hong
- Jeon Hyun-ah trong vai Lee Im - Con gái lớn của Im In-ne và Lee Chil-sung.
- Lee Young-ah trong vai Lee Sang-sang - con gái của Lee Hong
- Park Sang-gyu: Lee Dong-jin vai Lee Busa; Cha của Lee Sang-hyun là nhà hoạt động độc lập
- Park Jin-seong trong vai Song Gwan-soo - Baek-jeong, cha của Song Young-kwang
- Kwak Jung-wook trong vai Kang Do-me, con trai của Kang Po-su.
- Lee Seung-hyung trong vai Hwang Tae-soo - con rể của Seo-hee
- Im Seo-yeon: Doo- ri
- Bae Min-hee trong vai Sam-wol - người hầu của Choi Cham-pan
- Minwook
- Shin Goo:
- Lee Seung-cheol trong vai Kim Gae-joo
- Lim Il-gyu trong vai Kang Doo-me
- Oarang: Ga San Jose
- Lee Tae-hoon trong vai Monk Woo Gwan
- Dongjae Yang
- Maeng Horim
- Kiseon Kwon
- Kwon Kyung-ha
- Kwon Bok- soon:
- Phim Noh:
- Kim Shin-rok: Vợ của Hanbok
- Kim Hwa-ran: Pansulne
- Jong-Hoon Jeong: Master Hye- Kwan
- Kim Hak-yong: Túi
- Jo Jung- guk: Yong-chil
- Kim Soon-yi: Hai người.
- Park Yoon-jung: Thầy bói toán

## Sản xuất

### Chọn diễn viên
Năm 2003, Kim Hyun-joo được chọn vào vai chính Choi Seo-hee 
Bộ phim bắt đầu quay ở Hadong vào tháng 10 năm 2003,.
Chi phí xây dựng bối cảnh tại Hadong, tỉnh Gyeongsang Nam và Hoengseong, tỉnh Gangwon, Hàn Quốc. Ở Hadong . Gần 80 ngôi nhà được xây dựng ở Hoengseong

## Giải thưởng và đề cử[5][6]
| Năm  | Giải thưởng                                | Hạng mục                                                  | Đề cử        | Kết quả   |
| ---- | ------------------------------------------ | --------------------------------------------------------- | ------------ | --------- |
| 2005 | Giải thưởng phim truyền hình SBS           | Phim truyền hình suất nhất                                |              | Đoạt giải |
| 2005 | Giải thưởng phim truyền hình SBS           | Excellence Award, Actor in a Serial Drama                 | Yoo Jun-sang | Đoạt giải |
| 2005 | Giải thưởng phim truyền hình SBS           | Diễn viên nam xuất sắc, hạng mục phim truyền hình dài tập | Lee Soon-jae | Đoạt giải |
| 2005 | Giải thưởng phim truyền hình SBS           | Diễn viên xuất sắc nhất                                   | Kim Hyun-joo | Đề cử     |
| 2005 | Giải thưởng phim truyền hình SBS           | Giải cộng đồng mạng                                       | Kim Hyun-joo | Đoạt giải |
| 2005 | Giải thưởng phim truyền hình SBS           | Giải top 10 ngôi sao                                      | Kim Hyun-joo | Đoạt giải |
| 2005 | Giải thưởng phim truyền hình SBS           | Nam diễn viên phụ xuất sắc nhất                           | Kim Kap-soo  | Đoạt giải |
| 2005 | Giải thưởng phim truyền hình SBS           | Giải diễn viên mới                                        | Jo An        | Đoạt giải |
| 2005 | Giải thưởng phim truyền hình SBS           | Giải diễn viên trẻ em                                     | Bae Na-yeon  | Đoạt giải |
| 2006 | Giải thưởng Nghệ thuật Baeksang lần thứ 42 | Phim truyền hình xuất sắc nhất                            |              | Đoạt giải |
| 2006 | Giải thưởng Nghệ thuật Baeksang lần thứ 42 | Đạo diễn xuất sắc nhất(TV)                                | Lee Jong-han | Đề cử     |
| 2006 | Giải thưởng Nghệ thuật Baeksang lần thứ 42 | Diễn viên nữ xuất sắc nhất (TV)                           | Kim Hyun-joo | Đề cử     |

## Tham chiếu
1. ↑  "토지". SBS (bằng tiếng Hàn). Truy cập ngày 24 tháng 10 năm 2021.
2. 1 2 3  조선일보 (ngày 13 tháng 8 năm 2020). "'토지' 3대 최서희 떴다...주인공에 김현주 낙점". 조선일보 (bằng tiếng Hàn). Truy cập ngày 24 tháng 10 năm 2021.
3. 1 2  "제작비 150억원 대작 SBS `토지`, 27일 첫 방송". 매일경제 (bằng tiếng Hàn). ngày 8 tháng 11 năm 2004. Bản gốc lưu trữ ngày 24 tháng 10 năm 2021. Truy cập ngày 24 tháng 10 năm 2021.
4. ↑  "Destinations by Region: VisitKorea Destinations by Region Choi Champandaek (House of Choi Champan) (최참판댁) | Official Korea Tourism Organization". english.visitkorea.or.kr (bằng tiếng Anh). Truy cập ngày 24 tháng 10 năm 2021.
5. ↑  "제57회 백상예술대상". www.baeksangawards.co.kr (bằng tiếng Hàn). Truy cập ngày 24 tháng 10 năm 2021.
6. ↑  "전도연, '2005 SBS 연기대상' 대상 수상 (종합)". 네이트 뉴스 (bằng tiếng Hàn). Truy cập ngày 24 tháng 10 năm 2021.